# En sus marcas, listos, ya!
En sus marcas, listos, ya! fue un programa concurso del Canal Caracol, basado en el concurso argentino Tres, dos uno a ganar de Telefe presentado por Diego Sáenz, disc jockey de Los 40 Principales (Colombia) y Linda Palma en el que 216 estudiantes de último grado de bachillerato de colegios de varias partes del país se enfrentaban en pruebas físicas y de cultura general en un megaestudio de 360 grados. 
Los equipos de cada colegio, integrados por tres mujeres y tres hombres, se iban eliminando en rondas semanales por el gran premio: una excursión para cincuenta estudiantes a Panamá o República Dominicana con todos los gastos pagos.

## Pruebas
- El Pinball Humano: Un inflable gigante resbaladizo con agua y jabón donde los participantes superaban obstáculos.
- El Pegatlón: Vestidos con un traje de Velcro, los participantes deberían pegarse a un rodillo, saltar un trampolín y pegarse muy alto a una pared para tocar una campana.
- El Ponquiz: Ronda de preguntas de cultura genera, una de las cuales era formulada por uno de los profesores del colegio rival, que al no ser contestada adecuadamente, se llevaban un tortazo del mico Martino.
- El Robotiro: Un brazo mecánico que se movía como un giróscopo, en el que los participantes se subían y trataban de atinarle a un tiro al blanco con pelotas.

El equipo ganador tenía derecho a un juego VIP en el que una balanza estaba cargada de premios como Ipod Touch, Ipod Nano, Macbook y un carro 0 km.

## Colegios participantes
Bogotá
- Colegio Calasanz
- Colegio De La Salle
- Gimnasio Los Arrayanes
- George Washington School
- Liceo Cambridge
- Gimnasio Los Caobos

Barranquilla
- Colegio Británico Internacional
- Colegio Jerusalem
- Colegio Real Royal School
- Colegio Biffi La Salle
- Colegio Del Sagrado Corazón
- Colegio Americano

Bucaramanga
- Colegio Del Virrey Solis
- Colegio San Patricio
- Fundación Colegio Uis
- Colegio Bilingüe Divino Niño
- Instituto Caldas
- Colegio San Pedro Claver

Medellín
- Colegio Colombo Británico
- Colegio Alcaravanes
- Colegio San José De La Salle
- Colegio Cumbres
- Unidad Educativa San Marcos
- Colegio Teodoro Hertz
- Instituto Jorge Robledo

Pereira
- Saint Andrews School
- Colegio Militar General Rafael Reyes
- Colegio De La Salle Pereira
- Liceo Taller San Miguel
- Colegio Angloamericano
- Salesiano San Juan Bosco

Cali
- Pichincha Army School
- Colegio Bilingüe Diana Oese
- Colegio Del Sagrado Corazón De Jesús
- Colegio Freinet

Pasto
- Colegio Javeriano

Popayán
- Colegio Champagnat

## Equipo

### Presentadores
- Diego Sáenz: Disc Jockey, músico, presentador de televisión.
- Linda Palma: Presentadora de televisión.
- Martino: Mico mascota del programa.

### Director
- Juan Carlos Cajiao

### Libretista
- Andrés Spinova